# Addizione radicalica
L'addizione radicalica in chimica organica è una reazione di addizione che avviene tramite la formazione di radicali liberi; può coinvolgere due specie radicaliche o un radicale e un non-radicale.
Una reazione radicalica necessita un reagente che possegga un legame sufficientemente debole, in modo da poter essere scisso con scissione omolitica formando due radicali.
Solitamente la rottura viene indotta con riscaldamento o esposizione a onde elettromagnetiche (luce, UV).
Il meccanismo dell'addizione radicalica viene suddiviso in tre stadi:
- Inizio; un  radicale viene formato a partire da un precursore non radicalico, grazie ad un catalizzatore (luce-temperatura).
- Propagazione della catena; un radicale reagisce con un non-radicale formando una nuova specie radicalica.
- Terminazione della catena; la terminazione può avvenire in due diversi modi: o due radicali reagiscono tra loro creando una molecola non radicalica, oppure nella propagazione si forma un radicale stabile (stabilizzato ad esempio da risonanza) grazie ad un radical scavenger.